# Contrafacia
Genre
Contrafacia est un genre d'insectes lépidoptères de la famille des Lycaenidae et de la sous-famille des Theclinae présents en Amérique.

## Dénomination
Le genre a été décrit par Kurt Johnson (d) en 1989.

## Liste des espèces
- Contrafacia ahola (Hewitson, 1867) présent en Colombie, en Équateur, au Mexique et au Venezuela
- Contrafacia bassania (Hewitson, 1868) présent au Mexique
- Contrafacia francis (Weeks, 1901) présent en Argentine et en Bolivie
- Contrafacia imma (Prittwitz, 1865) présent en Argentine, au Brésil, en Colombie, en Équateur, au Guatemala, au Guyana, en Guyane, au Mexique, au Paraguay, au Surinam et au Venezuela
- Contrafacia marmoris (Druce, 1907) présent en Colombie et au Venezuela
- Contrafacia muattina (Schaus, 1902) présent au Brésil[1],[2].

## Répartition
Les Contrafacia sont présents en Amérique centrale et Amérique du Sud.